# Кукольник Василь Григорович
Ку́кольник Васи́ль Григо́рович (30 січня 1765, м. Мукачево, Закарпаття — 18 лютого 1821, м. Ніжин, тепер Чернігівська область) — український науковий і культурно-освітній діяч, правознавець, учений-енциклопедист. Доктор вільних мистецтв, філософії і права. Батько Нестора, Платона та Павла Кукольників.

## Біографія
Народився 30 січня 1765 року у місті Мукачеве. Походив із давнього українського шляхетського роду. У 1787 році закінчив Львівський університет. Згодом поглиблював освіту у Віденському університеті.

### Польща
Від початку 1790-х років викладав у ліцеї міста Замостя: фізику, природничу історію, сільське господарство й кілька інших дисциплін; був удостоєний ступеня доктора вільних мистецтв, філософії і права. Там же підготував свою першу працю (проте опублікував її де що пізніше — у 1805 році — під назвою «Економічна справа»). У 1795-96 роках Кукольник здійснив поїздку по Німеччині, Чехії і Австрії, щоб відвідати зразкові господарства і ознайомитися зі станом агрономічної науки у цих країнах. Результати подорожі були опубліковані в Замості в 1798 році в ще одному підручнику під назвою «Збір економічних правил згідно зі старовинними й сучасними економістами, складений для молоді, яка навчається» (пол. "Zbiór prawideł ekonomicznych podług starożytnych i teraźniejszych ekonomiki autorów dla uczącej się młodzieży ułożony")

### Росія
У 1803 році разом із М. Балудянським і П. Лодієм був запрошений на службу до Росії. Викладав у Петербурзькому педагогічному інституті (з 1816 — Головний педагогічний інститут) фізику, хімію, технологію, агрономію. Водночас у 1805–1816 роках читав римське право у Вищому училищі правознавства. Неодноразово призначався директором інституту. Викладав також у Першій Петербурзькій гімназії та на різноманітних курсах. У 1813–1817 роках був придворним викладачем римського і цивільного російського права у великих князів Миколи і Михайла Павловичів. Працював у Комісії для складання законів і в Тимчасовому департаменті комерц-колегії. У 1819 році брав участь у перетворенні «Головного педагогічного інституту» на «Петербурзький університет», був призначений на кафедру позитивних прав цього закладу. Прийняв пропозицію стати директором новостворюваної гімназії вищих наук імені князя Безбородька у Ніжині та переїхав в Україну. Офіційно гімназія була відкрита у вересні 1820 року (однак, за деякими даними, на посаду її директора В. Кукольник був призначений ще у 1818–1819). Викладав у гімназії майже всі предмети, передбачені навчальним планом. Невдовзі впав у стан глибокої депресії й на початку 1821 року, перебуваючи в Ніжині, покінчив життя самогубством.

## Праці Кукольника
У 1791 році вийшла перша праця Кукольника пол. «Treść nauki rolniczej» (Суть сільськогосподарської науки).
Кукольник є автором перших у Російській імперії підручників з римського та російського цивільного права. Першим вийшов підручник рос. «Начальные основания римского гражданского права для руковод ства к преподаванию онаго на публичных курсах» (Санкт-Петербург, 1810).
рос. «Начальные основания российского частного гражданского права. Для руководства к преподаванию онаго на публичных курсах» (Санкт- Петербург, 1813). Через кілька років підручник був автором доопрацьований і перевиданий під на звою рос. «Российское частное гражданское право» (Санкт-Петербург, 1815—1816). Друге видання містило значно більше прикладів з російського законодавства, зокрема при викладі сімейного і спадкового права, речового права тощо. Книга зросла в обсязі майже вдвічі за рахунок включення до неї нової частини — рос. «Обряд гражданского судебного делопроиз водства», що сама по собі була першою спеціальною працею в галузі російського цивільного процесу. У 1818 році цей курс перевидано у місті Вільно (нині м. Вільнюс, Литва) в польському перекладі С. Будного.
Під кінець життя Кукольник підготував нове видання курсу римського права — рос. «Руководство к преподаванию римского права» (Санкт-Петербург, 1821), яке містило 2 томи: рос. «Обозрение истории римского законодательства и права» та рос. «Начальные основания римского права».
У різні роки опублікував також праці: «Коло господарських знань» (1805), «Економічний журнал» (1807), рос. «Начальные основания сельского домоводства: для употребления в учебных заведениях Российской империи» (Санкт-Петербург, 1816).